# 3 Warszawski Pułk Mostowy
3 Warszawski pułk mostowy – jednostka wojskowa Zgrupowania Wojsk Kolejowych i Drogowych ludowego Wojska Polskiego. 
Pułk stacjonował w Płocku i przyjął tradycje 3 Warszawskiego batalionu budowy mostów. 
Razem z 2 pułkiem  kolejowym z Inowrocławia, 4 pułkiem drogowo-eksploatacyjnym z Niska, 5 pułkiem kolejowo-mostowym z Modlina, 8 pułkiem mostowym z Grudziądza, 10 pułkiem kolejowym z Przemyśla, 11 pułkiem kolejowym z Przemyśla, 12 pułkiem kolejowym z Tarnowskich Gór i 12 pułkiem drogowo-eksploatacyjnym z Modlina wchodził w skład Zgrupowania Wojsk Kolejowych i Drogowych.